# Smart Money
Smart Money er en amerikansk kriminalfilm fra 1931. Filmen blev instrueret af Alfred E. Green og havde Edward G. Robinson, James Cagney og Evalyn Knapp i hovedrollerne.
Filmen blev nomineret til en Oscar for bedste historie.

## Eksterne Henvisninger
- Smart Money på Internet Movie Database (engelsk)
- Smart Money i Svensk Filmdatabas (svensk)
- Smart Money på MovieMeter (nederlandsk)
- Smart Money på AllMovie (engelsk)
- Smart Money hos American Film Institute (engelsk)
- Smart Moneys profil hos Encyclopædia Britannica Online (engelsk)
- Smart Money på Turner Classic Movies (engelsk)
- Smart Money på The Movie Database (engelsk)
- Smart Money på Rotten Tomatoes (engelsk)
- Smart Money på Filmaffinity (engelsk)